# Флаг Черлакского района
Флаг муниципального образования Черла́кский муниципальный район Омской области Российской Федерации — опознавательно-правовой знак, служащий официальным символом муниципального образования.
Ныне действующий флаг утверждён решением Совета Черлакского муниципального района от 20 марта 2020 года № 30.

## Описание
«Флаг Черлакского муниципального района основан на гербе Черлакского муниципального района и представляет собой прямоугольное полотнище с отношением ширины к длине 2:3, состоящее из двух горизонтальных полос — красной и зелёной, разделённых белой узкой полосой, ограниченной волнистыми линиями (ширина узкой полосы без учёта волн 1/10 ширины полотнища, волны суммарно выступают на 1/4 от ширины полосы); в центре полотнища поверх всех полос сторожевая башня с треугольной крышей, с открытым проходом, со стенами по бокам (её пропорции немногим больше 1/2 ширины и 1/3 длины полотна, нижний край башни и стен расположен выше от нижнего края полотна на 1/4 ширины полотна), ниже башни на зелёном фоне жёлтые колосья положенные косо накрест, над башней на красном фоне три белых летящих чайки с поднятыми крыльями, боковые чайки не выше верхней точки крыши, равноудалены от боковых краёв, место занимаемое чайками равно 1/2 длины полотна».

## Обоснование символики
Красный цвет — цвет зари, символ мужества, смелости, любви, памяти о жителях района, отдавших свою жизнь, защищая Отечество во все времена.
Зелёный цвет — символ щедрости и красоты родной земли, изобилия, надежды.
Белый цвет (серебро) — символ чистоты помыслов, благородства, справедливости.
Жёлтый цвет (золото) — символ исторической славы и памяти, богатства и трудолюбия. Золотая башня форпоста — символизирует славное историческое прошлое, отражает надежду на стабильность и могущество, её открытый проход символизирует гостеприимство, открытость новому.
Золотые колосья в основании символизируют развитое сельское хозяйство, являющееся основой экономики района и основой процветания его жителей.
Волнистый пояс — река Иртыш, главный путь, символ общей судьбы людей омского прииртышья.
Серебряные чайки — аллегория вольного духа сибирских казаков, воинов и первопроходцев, основателей Черлакского форпоста.

## Первый флаг
Первый флаг района был утверждён решением Совета Черлакского муниципального района от 29 сентября 2011 года № 60
«Флаг представляет собой прямоугольное полотнище с соотношением ширины к длине 2:3 разделённое по горизонтали на две неравные полосы: верхняя белого цвета в 2:3 ширины полотнища и нижняя красного цвета, в 1:3 ширины полотнища. Параллельно древку, на расстоянии 3:7 длины от древка расположена синяя волнистая полоса по всей ширине полотнища, шириной 1:8 длины».
Белый цвет флага символизирует чистые помыслы, мир и взаимопонимание.
Красный цвет символизирует труд, мужество, праздник, красоту.
Синяя волнистая полоса символизирует природную особенность района — реку Иртыш.